# Liste des circonscriptions législatives de Tarn-et-Garonne
Le département français de Tarn-et-Garonne est, sous la Cinquième République, constitué de deux circonscriptions législatives, ce nombre étant stable depuis 1958. Leurs limites ont été redéfinies lors du redécoupage de 1986 mais n'ont pas été affectées par celui de 2010, en vigueur à compter des élections législatives de 2012.

## Présentation
Par ordonnance du 13 octobre 1958 relative à l'élection des députés à l'Assemblée nationale, le département de Tarn-et-Garonne est constitué de deux circonscriptions électorales.
Lors des élections législatives de 1986 qui se sont déroulées selon un mode de scrutin proportionnel à un seul tour par listes départementales, le nombre de deux sièges de Tarn-et-Garonne a été conservé.
Le retour à un mode de scrutin uninominal majoritaire à deux tours en vue des élections législatives suivantes, a maintenu ce nombre de deux sièges,, selon un nouveau découpage électoral.
Le redécoupage des circonscriptions législatives réalisé en 2010 et entrant en application à compter des élections législatives de juin 2012, n'a modifié ni le nombre ni la répartition des circonscriptions de Tarn-et-Garonne.

## Composition des circonscriptions

### Composition des circonscriptions de 1958 à 1986
À compter de 1958, le département de Tarn-et-Garonne comprend deux circonscriptions regroupant les cantons suivants :
- 1re circonscription : Caussade, Caylus, Lafrançaise, Molières, Monclar-de-Quercy, Montauban-Est, Montauban-Ouest, Montpezat-de-Quercy, Nègrepelisse, Saint-Antonin-Noble-Val, Villebrumier.
- 2e circonscription : Auvillar, Beaumont-de-Lomagne, Bourg-de-Visa, Castelsarrasin, Grisolles, Lauzerte, Lavit, Moissac, Montech, Montaigu-de-Quercy, Saint-Nicolas-de-la-Grave, Valence, Verdun-sur-Garonne.

### Composition des circonscriptions depuis 1988
À compter du découpage de 1986, le département de Tarn-et-Garonne comprend deux circonscriptions regroupant les cantons suivants :
- 1re circonscription : Caussade, Caylus, Lafrançaise, Molières, Monclar-de-Quercy, Montauban-I, Montauban-II, Montauban-III, Montauban-IV, Montpezat-de-Quercy, Nègrepelisse, Saint-Antonin-Noble-Val, Villebrumier.
- 2e circonscription : Auvillar, Beaumont-de-Lomagne, Bourg-de-Visa, Castelsarrasin-I, Castelsarrasin-II, Grisolles, Lauzerte, Lavit, Moissac-I, Moissac-II, Montech, Montaigu-de-Quercy, Saint-Nicolas-de-la-Grave, Valence, Verdun-sur-Garonne.

À la suite du redécoupage des cantons de 2014, les circonscriptions législatives ne sont plus composées de cantons entiers mais continuent à être définies selon les limites cantonales en vigueur en 2010. Les circonscriptions sont ainsi composées des cantons actuels suivants :
- 1re circonscription : Aveyron-Lère, Montauban-1, Montauban-2, Montauban-3, Pays de Serres Sud-Quercy (4 communes), Quercy-Aveyron, Quercy-Rouergue et Tarn-Tescou-Quercy vert (sauf communes de Labastide-Saint-Pierre, Nohic et Orgueil)
- 2e circonscription : Beaumont-de-Lomagne, Castelsarrasin, Garonne-Lomagne-Brulhois, Moissac, Montech, Pays de Serres Sud-Quercy (20 communes) et Verdun-sur-Garonne, communes de Labastide-Saint-Pierre, Nohic et Orgueil.